# Cavendish (Suffolk)
Cavendish – wieś w Anglii, w hrabstwie Suffolk, w dystrykcie West Suffolk. Leży 36 km na zachód od miasta Ipswich i 83 km na północny wschód od Londynu.